# Lycée Yves-Kernanec
 (mars 2023).
La mise en forme du texte ne suit pas les recommandations de Wikipédia : il faut le « wikifier ».
Les points d'amélioration suivants sont les cas les plus fréquents :
- Les titres sont pré-formatés par le logiciel. Ils ne sont ni en capitales, ni en gras.
- Le texte ne doit pas être écrit en capitales (les noms de famille non plus), ni en gras, ni en italique, ni en « petit »…
- Le gras n'est utilisé que pour surligner le titre de l'article dans l'introduction, une seule fois.
- L'italique est rarement utilisé : mots en langue étrangère, titres d'œuvres, noms de bateaux, etc.
- Les citations ne sont pas en italique mais en corps de texte normal. Elles sont entourées par des guillemets français : « et ».
- Les listes à puces sont à éviter, des paragraphes rédigés étant largement préférés. Les tableaux sont à réserver à la présentation de données structurées (résultats, etc.).
- Les appels de note de bas de page (petits chiffres en exposant, introduits par l'outil «  Source ») sont à placer entre la fin de phrase et le point final[comme ça].
- Les liens internes (vers d'autres articles de Wikipédia) sont à choisir avec parcimonie. Créez des liens vers des articles approfondissant le sujet. Les termes génériques sans rapport avec le sujet sont à éviter, ainsi que les répétitions de liens vers un même terme.
- Les liens externes sont à placer uniquement dans une section « Liens externes », à la fin de l'article. Ces liens sont à choisir avec parcimonie suivant les règles définies. Si un lien sert de source à l'article, son insertion dans le texte est à faire par les notes de bas de page.
- La présentation des références doit suivre les conventions bibliographiques. Il est recommandé d'utiliser les modèles {{Ouvrage}}, {{Chapitre}}, {{Article}}, {{Lien web}} et/ou {{Bibliographie}}. Le mode d'édition visuel peut mettre en forme automatiquement les références.
- Insérer une infobox (cadre d'informations à droite) n'est pas obligatoire pour parachever la mise en page.

Pour une aide détaillée, merci de consulter Aide:Wikification.
Si vous pensez que ces points ont été résolus, vous pouvez retirer ce bandeau et améliorer la mise en forme d'un autre article.

Le lycée Yves-Kernanec est un établissement public d'enseignement de Marcq-en-Barœul (Nord) situé au 91, avenue du Dr-Calmette. L'établissement doit son nom à Yves Kernanec, premier proviseur du lycée.

## Histoire
L'établissement ouvre en octobre 1959 avec six classes de la sixième à la quatrième. Des travaux d'agrandissement sont réalisés pour préparer l’accueil d'élèves du secondaire à la rentrée 1963. La première promotion de bacheliers sort en 1964.
Censeur-Directeur depuis 1960, Yves Kernanec est nommé proviseur du lycée mixte d'État en 1965. C'est en 1988 que le lycée-collège prendra le nom de son proviseur fondateur.
L'établissement devient le lycée Yves-Kernanec en 2008 à la suite de la fermeture du collège.
À la rentrée 2019, l'établissement accueille sous sa direction l'École européenne de Lille qui s'implante temporairement sur le terrain du parc en face du lycée,.

## Formations

### Options
Deux options sont proposées en seconde, première et terminale :
- langue et culture de l’Antiquité (latin)
- cinéma-audiovisuel (CAV)

### Spécialités
Le lycée Kernanec propose 9 enseignements de spécialités en première et terminale :
- cinéma-audiovisuel (CAV)
- histoire-géographie, géopolitique et sciences politiques
- humanités, littératures et philosophie (HLP)
- langues, littératures et cultures étrangères (anglais)
- mathématiques
- numériques et sciences informatiques (NSI)
- physique-chimie
- sciences de la vie et de la Terre (SVT)
- sciences économiques et sociales (SES)

## Classement du lycée
Avec un taux de réussite au bac de 96% en 2022, le lycée se classe 1216e au niveau national et 66e au niveau départemental.

## Anciens élèves
- Hervé Ghesquière (1963-2017), journaliste de télévision français scolarisé au collège et au lycée dans l'établissement.
- Étienne Chatiliez, cinéaste français scolarisé au collège de l'établissement.